# باهویتسا
باهویتسا (به لاتین: Bahovitsa) یک منطقهٔ مسکونی در بلغارستان است که در شهرستان لووچ واقع شده‌است. باهویتسا ۹۶۹ نفر جمعیت دارد و ۲۵۰ متر بالاتر از سطح دریا واقع شده‌است.